# آنا گودینز
آنا گودینز (به انگلیسی: Ana Godinez،  زادهٔ ۲۶ نوامبر ۱۹۹۹) یک کشتی‌گیر آزادکار اهل کشور کانادا است. وی سابقه حضور در المپیک ۲۰۲۴ پاریس را دارد.